# Hötjärnen (Piteå socken, Norrbotten, 727454-173635)
Hötjärnen är en sjö i Piteå kommun i Norrbotten och ingår i Lillpiteälvens huvudavrinningsområde.